# Hara (Hagfors)
Hara is een plaats in de gemeente Hagfors in het landschap Värmland en de provincie Värmlands län in Zweden. De plaats heeft 51 inwoners (2005) en een oppervlakte van 24 hectare.